# Frankie and Johnny (filme de 1966)
Frankie and Johnny (no Brasil, originalmente, Entre a Loura e a Ruiva), é um filme de comédia romântica de 1966, dirigido por Frederick de Cordova e protagonizado por Elvis Presley. O filme é baseado na canção folclórica "Frankie and Johnny".

## Sinopse
Johnny (Elvis Presley) é um apostador azarado que vê seu destino mudar quando conhece uma dançarina chamada Nellie (Nancy Kovack). Frankie (Donna Douglas), assim como Johnny, pertencem a um grupo teatral que apresenta três vezes por semana o musical Frankie and Johnny. Quando descobre que Johnny está interessada em Nellie, Frankie morre de ciúmes, pois esta é apaixonada por ele. De acordo com a história do musical, Frankie e Johnny são namorados e ao descobrir que Johnny tem outra, Frankie o executa. Em uma certa noite, o revólver que Frankie usaria na apresentação foi carregada por alguém com balas de verdade, e por fim ela acaba atirando em Johnny na hora do espetáculo. Ao contrário do que diz o fim da história, Johnny sobrevive por conta de seu colar grosso que não deixou a bala transpassar.

## Elenco
- Elvis Presley: Johnny
- Donna Douglas: Frankie
- Harry Morgan: Cully
- Sue Ane Langdon: Mitzi
- Nancy Kovack: Nellie Bly
- Audrey Christie: Peg
- Anthony Eisley: Clint Braden
- Robert Strauss: Blackie
- Joyce Jameson: Abigail